# 婚禮 (小說)
《婚禮》（英語：The Wedding Gig）是一部由史蒂芬·金於1980年在《艾勒里·昆恩神秘雜誌》 上所連載的短篇小說，並於1985年收錄在短篇小說集《史蒂芬·金的故事販賣機》內。

## 故事簡介
黑社會頭目的妹妹要辦婚禮，於是聘請了一隊樂隊在婚禮上演奏。在婚禮上，樂隊專心演奏他們的音樂，在場的賓客都十分盡興，突然，黑社會頭目的死對頭派人來嘲笑妹妹，頭目氣得衝出會場，結果被埋伏在四周的敵人偷襲喪生。妹妹非常難過，只是後來繼承了哥哥的幫會，成為了風雲人物。